# Nowooserjanka
Nowooserjanka (ukrainisch Новоозерянка; russisch Новоозерянка Nowooserjanka) ist eine Siedlung städtischen Typs im Norden der ukrainischen Oblast Schytomyr mit etwa 500 Einwohnern (2015).
Die 1963 als Myrnyj (Мирний) gegründete Ortschaft erhielt 1972 ihren heutigen Namen und den Status einer Siedlung städtischen Typs.
Nowooserjanka liegt 36 km östlich vom ehemaligen Rajonzentrum Olewsk und 150 km nordwestlich von Schytomyr.
Am 11. August 2016 wurde die Siedlung ein Teil der neugegründeten Stadtgemeinde Olewsk, bis dahin bildete sie zusammen mit den Dörfern Oserjany (Озеряни) und Rudnja-Oserjanska (Рудня-Озерянська) die gleichnamige Siedlungsratsgemeinde Nowooserjanka (Новоозерянська селищна рада/Nowooserjanska selyschtschna rada) im Südosten des Rajons Olewsk.
Am 17. Juli 2020 kam es im Zuge einer großen Rajonsreform zum Anschluss des Rajonsgebietes an den Rajon Korosten.